# Oberschwester
Oberschwester war in Österreich die Bezeichnung für die Leiterin des Pflegedienstes einer Institution. Männer in der entsprechenden Funktion waren Oberpfleger.
In Österreich war die zugrundeliegende Berufsbezeichnung Diplomierte Gesundheits- und Krankenschwester. Darauf aufbauend konnte mit der entsprechenden Weiterbildung die Qualifikation zur Oberschwester bzw. zum Oberpfleger erreicht werden. Mittlerweile lautet die vollständige Berufsbezeichnung Diplomierte Gesundheits- und Krankenpflegerin (Führungsaufgaben), die mit Abschluss der entsprechenden Universitäts- oder Fachhochschulausbildung für Führungsaufgaben geführt werden darf.
In Deutschland lautet die der Oberschwester entsprechende Bezeichnung Fachkraft für Leitungsaufgaben in der Pflege, gebräuchlich ist aber Pflegedienstleitung (PDL). In der Schweiz und in Liechtenstein entspricht diese Funktion der Leitenden Pflegefachfrau.
Die der Oberschwester unterstellten Führungskräfte einzelner Stationen in Krankenhäusern sind Stationsschwestern respektive Stationspfleger (in Deutschland Fachkraft zur Leitung einer Funktionseinheit).  Entsprechende Positionen gibt es auch in weiteren Abteilungen, so dem Operationsbereich (Leitende OP-Schwester resp. -pfleger), der Intensivpflege (Intensivstation) und anderen Spezialabteilungen (Kinder, psychiatrische Abteilung usf.), der Krankenhausapotheke, und auch im Ausbildungsbereich (leitende Lehrkrankenschwester resp. -pfleger).
Für die gesamtverantwortliche Position im Pflegedienst ist auch in Deutschland lange die Bezeichnung leitende Oberschwester üblich gewesen.